# 比西莱杜尔
比西莱杜尔（法語：Bussy-lès-Daours，法語發音：[bysi lɛ duʁ]，意为“杜尔附近的比西”）是法国上法蘭西大區索姆省的一个市镇，属于亚眠区。

## 地理
比西莱杜尔（49°54'37"N, 2°25'55"E）面积8.1 平方千米，位于法国上法蘭西大區索姆省，该省份为法国北部沿海省份，北起加来海峡省和北部省，西接滨海塞纳省和大西洋英吉利海峡，南至瓦兹省，东临埃纳省。
与比西莱杜尔接壤的市镇（或旧市镇、城区）包括：卡蒙、杜尔、拉莫特布勒比耶尔、凯里约。
比西莱杜尔的时区为UTC+01:00、UTC+02:00（夏令时）。

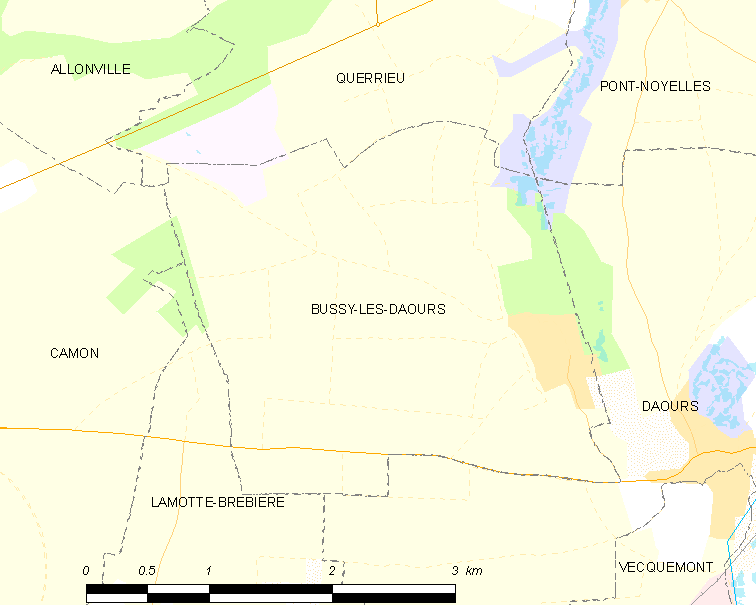
比西莱杜尔的OSM定位图

## 行政
比西莱杜尔的邮政编码为80800，INSEE市镇编码为80156。

## 政治
比西莱杜尔所属的省级选区为亚眠第三县。

## 人口

1962-2008年间比西莱杜尔人口变化图示

比西莱杜尔于2022年1月1日时的人口数量为383人。